# 萩原天晴
萩原 天晴（はぎわら てんせい）は、日本の漫画原作者。宮崎県出身。代表作として『さぼリーマン 飴谷甘太朗』、『中間管理録トネガワ』、『1日外出録ハンチョウ』がある。

## 作品リスト
- 平成甘味録 さぼリーマン（作画：アビディ井上、『モーニング』2014年39号[2] - 2014年42号[2]）
- さぼリーマン 飴谷甘太朗（作画：アビディ井上、『月刊モーニングtwo』2015年2号[3] - 2016年5号[4]、全2巻）
- 中間管理録トネガワ（作画：橋本智広、三好智樹、『月刊ヤングマガジン』2015年7号[5] - 2018年2号[6]、『コミックDAYS』2018年3月[6] - 2020年6月8日[7]、全10巻）
- 1日外出録ハンチョウ（作画：上原求、新井和也、『週刊ヤングマガジン』2017年4・5合併号[8] - 、既刊20巻）
- 上京生活録イチジョウ（作画：三好智樹、瀬戸義明、『モーニング』2021年8号[9] - 2023年7号[10]、全6巻）